# Code de commerce (Monaco)
Pour les articles homonymes, voir Code de commerce.
Le Code de commerce est un code juridique regroupant des règles de droit commercial actuellement en vigueur dans la principauté de Monaco. Il est introduit en 1878.

## Structure actuelle
| Hiérarchie | Subdivision  | Intitulé | Articles      |
| ---------- | ------------ | --- | ------------- |
| 1          | Livre I      | Du commerce en général | 1 - 152 bis   |
| 1.1        | Titre I      | Des commerçants | 1 - 9         |
| 1.2        | Titre II     | Des livres de commerce | 10 - 18       |
| 1.3        | Titre III    | Des séparations de biens | 19 - 24       |
| 1.4        | Titre IV     | Des sociétés | 25 - 58       |
| 1.4.1      | Chapitre I   | Des dispositions préliminaires | 25 - 26       |
| 1.4.2      | Chapitre II  | Des dispositions particulières aux sociétés de personnes | 27 - 35       |
| 1.4.3      | Chapitre III | Des dispositions particulières aux sociétés à responsabilité limitée                                                                                            | 35-1 - 35-5   |
| 1.4.4      | Chapitre IV  | Des dispositions particulières aux sociétés par actions | 36 - 45       |
| 1.4.5      | Chapitre V   | Des dispositions communes aux diverses sociétés commerciales autres que les sociétés par actions                                                                | 46 - 51-13    |
| 1.4.6      | Chapitre VI  | Des dispositions diverses | 52 - 58       |
| 1.5        | Titre V      | Du gage et des commissionnaires | 59 - 63       |
| 1.5.1      | Section I    | Du gage | 59 - 61-1     |
| 1.5.2      | Section II   | Des commissionnaires | 62 - 63       |
| 1.6        | Titre VI     | Des transports par terre et par eau | 64 - 73       |
| 1.7        | Titre VII    | Des moyens de preuve en matière commerciale | 74            |
| 1.8        | Titre VIII   | De la lettre de change et du billet à ordre | 75 - 152      |
| 1.8.1      | Chapitre I   | De la lettre de change | 75 - 147      |
| 1.8.2      | Chapitre II  | Du billet à ordre | 148 - 152     |
| 1.9        | Titre IX     | De la prescription | 152 bis       |
| 2          | Livre II     | Du commerce maritime | 153 - 407     |
| 2.1        | Titre I      | Des navires et autres bâtiments de mer | 153 - 159     |
| 2.2        | Titre II     | De la saisie et vente des navires | 160 - 178     |
| 2.3        | Titre III    | Des propriétaires de navires | 179 - 183     |
| 2.4        | Titre IV     | Du capitaine | 184 - 212     |
| 2.5        | Titre V      | De l'engagement et des loyers des matelots et des gens de l'équipage                                                                                            | 213 - 235     |
| 2.6        | Titre VI     | Des chartes-parties, affrètements ou nolissements | 236 - 243     |
| 2.7        | Titre VII    | Du connaissement | 244 - 248     |
| 2.8        | Titre VIII   | Du frêt ou nolis | 249 - 273     |
| 2.9        | Titre IX     | Des passagers | 274 - 281     |
| 2.10       | Titre X      | Des contrats à la grosse | 282 - 302     |
| 2.11       | Titre XI     | Des assurances | 303 - 367     |
| 2.11.1     | Section I    | Du contrat d'assurance, de sa forme et de son objet | 303 - 319     |
| 2.11.2     | Section II   | Des obligations de l'assureur et de l'assuré | 320 - 339     |
| 2.11.3     | Section III  | Du délaissement | 340 - 367     |
| 2.12       | Titre XII    | Des avaries | 368 - 380     |
| 2.13       | Titre XIII   | Du jet et de la contribution | 381 - 400     |
| 2.14       | Titre XIV    | Des prescriptions | 401 - 405     |
| 2.15       | Titre XV     | Fins de non-recevoir | 406 - 407     |
| 3          | Livre III    | De la cessation des paiements, du règlement judiciaire et de la liquidation des biens                                                                           | 408 - 572-4   |
| 3.1        | Titre I      | De la cessation des paiements | 408 - 492     |
| 3.1.1      | Chapitre I   | Du jugement constatant la cessation des paiements | 408 - 430     |
| 3.1.2      | Chapitre II  | Des effets du jugement constatant la cessation des paiements | 431 - 492     |
| 3.2        | Titre II     | Du règlement judiciaire et de la liquidation des biens | 493 - 550     |
| 3.2.1      | Chapitre I   | De l'option du tribunal | 493 - 496     |
| 3.2.2      | Chapitre II  | Du règlement judiciaire | 497 - 529     |
| 3.2.3      | Chapitre III | De la liquidation des biens | 530 - 550     |
| 3.3        | Titre III    | Dispositions particulières applicables aux personnes morales en ce qui concerne la cessation des paiements, le règlement judiciaire et la liquidation des biens | 551 - 566     |
| 3.3.1      | Section I    | Dispositions générales | 551 - 555     |
| 3.3.2      | Section II   | Des effets à l'égard des membres de la personne morale | 556           |
| 3.3.3      | Section III  | Des effets à l'égard des dirigeants | 557 - 566     |
| 3.4        | Titre IV     | Des délais et des voies de recours | 567 - 572     |
| 3.5        | Titre V      | Du caractère définitif des paiements et des règlements-livraisons d'instruments financiers effectués par les établissements de crédit                           | 572-1 - 572-4 |
| 4          | Livre IV     | De la faillite personnelle et des banqueroutes | 573 - 606     |
| 4.1        | Titre I      | De la faillite personnelle et des autres sanctions | 573 - 599     |
| 4.1.1      | Chapitre I   | Des cas de faillite personnelle | 574 - 579     |
| 4.1.2      | Chapitre II  | De la procédure | 580 - 586     |
| 4.1.3      | Chapitre III | Des effets de la faillite personnelle | 587 - 591     |
| 4.1.4      | Chapitre IV  | De la réhabilitation | 592 - 599     |
| 4.2        | Titre II     | Des banqueroutes et des autres infractions | 600 - 606     |
| 4.2.1      | Chapitre I   | Des banqueroutes et des délits assimilés aux banqueroutes | 600 - 602     |
| 4.2.2      | Chapitre II  | De l'exercice des poursuites | 603 - 606     |
| 5          | Livre V      | Dispositions communes aux procédures de cessation des paiements, de règlement judiciaire, de liquidation des biens, de faillite personnelle et de banqueroute   | 607 - 612     |